# Sonerila hookeriana
Sonerila hookeriana är en tvåhjärtbladig växtart som beskrevs av George Arnott Walker Arnott. Sonerila hookeriana ingår i släktet Sonerila och familjen Melastomataceae. Inga underarter finns listade i Catalogue of Life.